# Nossan
För fartyget, se S/S Nossan af Stallaholm.
Nossan är en 100 km lång å som har sin källa i Borgstena norr om Borås och rinner genom Borås, Herrljunga, Vårgårda, Essunga och Grästorp kommuner ut i Dättern, en vik i Vänern. Namnet Nossan betyder ”smycke” och är ett av de få vattendrag i Sverige som rinner mot norr. Den rödlistade fiskarten asp leker i ån om vårarna nedströms det nedersta vandringshindret. .
Nossan trafikeras sommartid av ångslupen Nossan af Stallaholm, hemmahörande i Nossebro.